# Olimpiada Bolka i Lolka
Olimpiada Bolka i Lolka – serial animowany produkcji polskiej zrealizowany w latach 1983-1984 pod patronatem Polskiego Komitetu Olimpijskiego. Serial przybliża młodym widzom tajniki poszczególnych dyscyplin sportowych. Jest to jedna z trzech serii przygód Bolka i Lolka posiadająca dialogi. Piosenkę czołówkową wykonuje zespół Alibabki. Ten serial był emitowany w 2008 roku na kanale MiniMini i od 16 lipca 2011 roku.

## Odcinki
1. Tor przeszkód, reż. Romuald Kłys
2. Żółty czepek, reż. Stanisław Dülz
3. Zawody łucznicze, reż. Józef Byrdy
4. Judo, reż. Jan Hoder
5. Gol, reż. Romuald Kłys
6. Żeglarstwo, reż. Marian Cholerek
7. Slalom, reż. Stanisław Dülz
8. Skok w dal, reż. Józef Ćwiertnia
9. Pojedynek, reż. Józef Byrdy
10. Kolarstwo, reż. Ryszard Lepióra
11. Siatkówka, reż. Romuald Kłys
12. Igrzyska, reż. Stanisław Dülz
13. Nim zapłonie znicz, reż. Józef Ćwiertnia

## Dubbing
Dialogi:
- Adam Hajduk (odc. 1-8, 10, 13)
- Mieczysław Woźny (odc. 1-4, 9, 11),
- Stanisław Dülz (odc. 12)

Śpiewają: Alibabki
Tekst piosenki: Mieczysław Woźny
W wersji polskiej udział wzięli:
- Ilona Kuśmierska – Bolek
- Danuta Przesmycka – Lolek
- Halina Chrobak – Tola
- Henryk Łapiński –
  - Dziadek (odc. 2),
  - Głosy z tłumu (odc. 12)
- Jacek Czyż –
  - Trener łucznictwa (odc. 3),
  - Trener narciarstwa (odc. 7),
  - Nauczyciel szermierki (odc. 9),
  - Trener (odc. 10)
- Andrzej Gawroński –
  - Trener piłki nożnej (odc. 5),
  - Staruszek (odc. 10),
  - Olimpiks Tylon (odc. 12),
  - Jan Kowalski (odc. 13)
- Krzysztof Kołbasiuk – Dyskomiot (odc. 12)
- Dorota Lanton

i inni